# Лонгоне-Сабіно
Лонгоне-Сабіно, Лонґоне-Сабіно (італ. Longone Sabino) — муніципалітет в Італії, у регіоні Лаціо,  провінція Рієті.
Лонгоне-Сабіно розташоване на відстані близько 60 км на північний схід від Рима, 17 км на південний схід від Рієті.
Населення — 603 особи (2014).
Щорічний фестиваль відбувається 27 вересня. Покровитель — Santi Cosma e Damiano (martiri).

## Демографія
Населення за роками:

Станом на 1 січня 2023 року в муніципалітеті офіційно проживали 33 іноземці з 7 країн, серед них 23 громадяни країн Євросоюзу та 3 громадяни України.

## Сусідні муніципалітети
- Аскреа
- Бельмонте-ін-Сабіна
- Читтадукале
- Кончерв'яно
- Петрелла-Сальто
- Рієті
- Рокка-Сінібальда